# Cotinus chiangii
Cotinus chiangii — вид квіткових рослин з родини фісташкові (Anacardiaceae). Поширення: Мексика (пн.-сх. Дуранго, Коауїла).